# Koumi
Koumi (小海町 Koumi-machi?) es un pueblo en la prefectura de Nagano, Japón, localizado en la parte central de la isla de Honshū, en la región de Chūbu. El 1 de marzo de 2021 tenía una población estimada de 4266 habitantes y una densidad de población de 37 personas por km².

## Geografía
Koumi se encuentra en el extremo este de la prefectura de Nagano unos 100 km de al sureste de Nagano. El monte Tengu (2646 metros) se encuentra en la frontera de Koumi con Chino. El río Chikuma atraviesa el pueblo.

## Historia
El área del Koumi actual era parte de la antigua provincia de Shinano. La villa de Koumi se estableció el 1 de abril de 1889. Se fusionó con la villa de Kitamaki el 30 de septiembre de 1956 y fue elevada al estatus de pueblo.

## Demografía
Según los datos del censo japonés, la población de Koumi ha disminuido constantemente en los últimos 50 años.
| Gráfica de evolución demográfica de Koumi entre 1960 y 2015 |
|                                                             |
| Oficina de Estadísticas de Japón                            |